# William Antrobus Griesbach
William Antrobus Griesbach CB CMG DSO, kanadski general in politik, * 3. januar 1878, † 21. januar 1945.
Med letoma 1917 in 1921 je bil član Kanadskega parlamenta in med 1921 in 1945 je bil član Kanadskega senata.